# Infantile Zerebralparese
Die infantile Zerebralparese oder Cerebralparese (von lat. cerebrum „Gehirn“ und griechisch πάρεσις páresis, deutsch ‚Erschlaffen, Lähmung‘, häufig abgekürzt ICP oder CP) im engeren Sinn, etwas allgemeiner auch cerebrale Bewegungsstörung genannt, ist eine Bewegungsstörung, deren Ursache in einer frühkindlichen Hirnschädigung liegt. Die dadurch hervorgerufene Behinderung ist charakterisiert durch Störungen des Nervensystems und der Muskulatur im Bereich der willkürlichen Motorik. Am häufigsten sind spastische Mischformen und eine Muskelhypertonie, aber auch athetotische oder ataktische Formen kommen vor.

## Synonyme
Man spricht von zerebraler Kinderlähmung, infantiler Paralyse, Paralysis infantum, nach dem englischen Orthopäden William John Little auch (veraltet) von Little’scher Krankheit (Little’s disease), Morbus Little oder Littleschem Symptomenkomplex. Die Menschen, die von einer infantilen Zerebralparese betroffen sind, werden im Allgemeinen auch Spastiker genannt. Die allgemeinere Bezeichnung „zerebrale Bewegungsstörung“ umfasst die unterschiedlichen Formen der gestörten Bewegung und berücksichtigt nicht nur angeborene, sondern auch erworbene Schädigungen wie Hirn-Tumoren, Schädel-Hirn-Traumata oder solche nach entzündlichen oder Gefäßerkrankungen.

## Allgemeines
Das menschliche Gehirn ist unter anderem eine Schaltzentrale, die Befehle an den Bewegungsapparat sendet. Dieser wiederum meldet ausgeführte Aktionen an das Gehirn zurück. So entsteht der Kreislauf der menschlichen Motorik. Bei der Parese findet sich ein gestörter Kreislauf, der je nachdem welche Gehirnregion betroffen ist, zu unterschiedlichen Behinderungsarten führt. Die zerebrale Bewegungsstörung lässt sich in drei Ausprägungsformen einteilen: Spastik, Athetose und Ataxie, die jedoch oft in Mischformen auftreten.
Bei der Spastik ist die Muskelspannung erhöht (Hypertonus), da das Wechselspiel zwischen Anspannung und Entspannung gestört ist. Bei der Athetose ist die Muskelspannung wechselnd, bei plötzlichen Impulsen kommt es zu ausfahrenden Bewegungen etwa der Arme und Beine. Die Ataxie ist von einer niedrigen Grundspannung geprägt, wodurch zielsichere Bewegungsausführungen erschwert sind.
Eine Zerebralparese lässt sich bei schwer betroffenen Kindern schon bald nach der Geburt erkennen, bei anderen erst nach drei bis vier Monaten. Allgemein spricht man aber erst nach Ende des ersten Lebensjahres von einer Zerebralparese. Es gibt keine bestimmte Behandlungsmethode bei Zerebralparesen; jedes Kind reagiert anders.

## Ursachen
Nur in etwa 50 Prozent der Fälle finden sich eindeutige Ursachen für die Hirnentwicklungsstörung. Typischerweise führt ein Sauerstoffmangel vor, während oder kurz nach der Geburt zu einem Absterben von Nervenzellen. Dementsprechend stellt ein Apgar-Score unter 4 zum Zeitpunkt fünf Minuten nach der Geburt einen erheblichen Risikofaktor für eine infantile Zerebralparese dar.
Verschiedene Infektionskrankheiten während der Schwangerschaft wie Toxoplasmose, Cytomegalie, Röteln oder früher die Syphilis schädigen das Gehirn des noch ungeborenen Kindes. Fehlbildungen des Mutterkuchens können eine Minderversorgung des sich entwickelnden Gehirns mit nachfolgender Schädigung verursachen. Weitere Ursachen während der Schwangerschaft können Schädigungen durch Medikamente (Embryopathien), Alkohol (Alkoholembryopathie) oder Kohlenstoffmonoxid sein. Nach der Geburt zählen Hirnblutungen insbesondere bei Frühgeborenen oder eine Schädigung durch verstärkte Neugeborenengelbsucht, die zu einer Bilirubinenzephalopathie führt, zu wichtigen Ursachen. Jenseits der Neugeborenenperiode verursachen ein Schädel-Hirn-Trauma oder Hirnhautentzündungen am häufigsten Hirnschädigungen mit nachfolgenden zerebralen Bewegungsstörungen.
Nur etwa zwei Prozent der Fälle von infantiler Zerebralparese sind nach englischen und schwedischen Studien auf genetische Ursachen zurückzuführen. In allen diesen Fällen sind die Symptome symmetrisch. Wie bei der Querschnittlähmung wird zwischen tetraplegischer und paraplegischer Zerebralparese mit mehreren Typen unterschieden. Für alle diese Typen sind die verursachenden Genmutationen bekannt. Betroffen ist unter anderem die GABA-Biosynthese (Glutamat-Decarboxylase).

## Epidemiologie
Statistisch gesehen wird bei etwa einem von 500 lebend geborenen Kindern eine Zerebralparese diagnostiziert. Sehr kleine Frühgeborene sind etwa 100- bis 300-mal häufiger betroffen als reif geborene Kinder.
Die Inzidenz liegt bei 9/100.000 Einwohner pro Jahr.

## Symptome
Es kommt zu einer Verhinderung der üblichen Entwicklung des zentralen Nervensystems, zu einer Entwicklungshemmung, einem Weiterbestehen frühkindlicher Reflexe und die Entwicklung physiologischer Reflexbahnen bleibt aus.
Es lassen sich verschiedene Formen von Bewegungs- und Haltungsbesonderheiten unterscheiden, oftmals handelt es sich um Mischformen.
Verlangsamte Motorik und schwache Muskulatur kommen vor.

### Spastik
Bei der Spastik sprach man früher auch von einer spastischen Lähmung. Die Hirnschädigung umfasst sowohl die unwillkürlichen (extrapyramidalmotorisches System) als auch die willkürlichen Bewegungen (Pyramidales System). Schädigungen dieses Bereiches haben Auswirkungen auf das Wechselspiel der Muskeln zwischen An- und Entspannung. Der Muskeltonus ist erhöht (Hypertonus), wodurch die Muskulatur verhärtet und die Reflexbereitschaft gesteigert sind. Die Co-Kontraktion (= gleichzeitige Anspannung von Agonisten und Antagonisten) ist enorm hoch. Dies hat eine sehr starre Körperhaltung zur Folge, die die Bewegungsfähigkeit der Betroffenen stark einschränkt und oft zu stereotypen Bewegungsmustern führt. Der Gleichgewichtssinn ist gestört und die Feinmotorik ist ebenfalls beeinträchtigt. Je nach Ausprägung der Schädigung kommt es entweder zu einer ständig erhöhten Muskelanspannung oder in leichteren Fällen der Spastik ist der Tonus nur bei Aktivität erhöht.
Laut Udo Kalbe ist die Spastik mit 60 Prozent die meistvertretene Ausprägungsform der zerebralen Bewegungsstörungen.

### Ataxie
Die Bezeichnung Ataxie kommt aus dem Griechischen (αταξία) und bedeutet Unordnung bzw. ohne Ordnung. Betroffen sind etwa 15 Prozent der Menschen mit zerebralen Bewegungsstörungen.
Bei Ataxie handelt es sich um eine gestörte Koordination von Bewegungsabläufen. Sie beruht u. a. auf einer zu niedrigen Grundspannung der Muskulatur, die auch als Hypotonie bezeichnet wird. Die Bewegungen sind dadurch weniger zielsicher, und Bewegungsabläufe wirken zumeist fahrig und unharmonisch. Die Dosierung und Abstufung sowie das rasche Abbremsen von Bewegungen sind durch die niedrige Spannung erschwert, sodass Bewegungsabläufe mangelhaft koordinierbar sind. Auch hat die Ataxie Auswirkungen auf das Gleichgewicht, welches erheblich gestört wird. Das Erlernen des Gehens ist dennoch möglich, der Gang wirkt jedoch schwankend. Die Ataxie ist meist mit einer Tetraparese gekoppelt, das bedeutet, dass die gesamte Skelettmuskulatur von der Störung betroffen ist.

### Athetose
Der Begriff Athetose leitet sich vom griechischen Wort άθετος ('athetos') = 'nicht an seiner Stelle' bzw. 'ohne feste Stellung' ab. Betroffen sind etwa 10 Prozent der Menschen mit zerebralen Bewegungsstörungen.
Bei der Athetose betrifft die (in der Regel hypoxische) Läsion das extrapyramidale System. Bei dieser Störung liegt ein wechselnder Muskeltonus vor und es fehlt eine ausgeglichene, normale Co-Kontraktion. Im Ruhezustand ist die Muskelspannung zu niedrig, während sie bei Aktivität zwischen Hypo- und Hypertonus wechselt. Dieses lässt – besonders bei plötzlichen Bewegungsimpulsen – ausfahrende und bizarr geschraubte Bewegungen der Arme und Beine, besonders aber von deren distalen Abschnitten, entstehen. Betroffen sind nicht nur die willkürlichen Bewegungen, sondern es kommt auch zu unwillkürlichen Bewegungen mit den typischen Charakteristika. Zum Erscheinungsbild der Athetose gehört auch, dass der Betroffene eine erschwerte Kopfkontrolle hat. Kinder können sich dadurch nur mühsam in erhöhte Positionen aufrichten. Die Nahrungsaufnahme und das Sprechen werden durch die wechselnde Muskelspannung behindert. Ein weiteres Problem ist das Halten des Gleichgewichts, das jedoch eine sehr wichtige Komponente beim Erlernen des Laufens darstellt. Aus diesem Grund ist selbständiges Gehen oft nur bei leichten Formen der Athetose oder im fortgeschritteneren Lebensalter möglich. Die Schädigung betrifft zwar den gesamten Körper, meist aber zeigt sich eine deutliche Seitendifferenz, das heißt eine Seite ist stärker betroffen als die andere.

### Einteilung nach Verteilungsmuster
Die Bewegungsstörung kann die Beine (Paraparese, 40 %), eine Körperhälfte (Hemiparese, 32 %) oder alle vier Extremitäten (Tetraparese, 2 %) betreffen. Die häufig im Zusammenhang mit infantiler Zerebralparese gebrauchten Begriffe der Para-, Hemi-, Di- oder Tetraplegie sind insofern ungenau und nicht zutreffend, da eine Plegie eine vollständige Lähmung in der Regel im Rahmen einer Querschnittlähmung beschreibt.

### Begleiterscheinungen
Zusätzlich zu den Bewegungsstörungen treten häufig weitere Krankheitserscheinungen auf, die durch die zugrundeliegende Hirnschädigung verursacht werden. Zwischen 30 und 50 Prozent der Patienten haben eine symptomatische Epilepsie. Neben der motorischen kann auch die geistige Entwicklung verzögert sein. Dabei treten möglicherweise auch Verhaltensstörungen auf. Etwa die Hälfte der Betroffenen hat aber eine normale oder nur leicht verminderte Intelligenz. Wenn die Hirnschädigung entsprechende Regionen betrifft, können auch Augensymptome in Form von Schielen, Sprachstörungen sowie Hörbehinderung hinzutreten. Die Störung der Steuerung der Muskulatur kann in ausgeprägten Fällen schließlich zu Kleinwuchs und Muskelschwund führen.

## Auswirkungen
Infolge der Schädigung des zentralen Nervensystems kann es zu falschen motorischen Impulsen kommen, die sich häufig in Form von spastischen oder schlaffen Lähmungen der betroffenen Extremitäten auswirken. Schlaffe oder spastische Lähmungen der unteren Extremitäten resultieren in Unsicherheit beim Stehen und Gehen, die häufig zu deutlich sichtbaren Kompensationsmechanismen führen kann. Hier kann die Nutzung von Orthesen und eines Rollstuhls gegebenenfalls ausgleichend indiziert werden. Die vereinzelt auftretenden Sprachstörungen können zusätzlich die Teilnahme am sozialen Leben beeinträchtigen. Teilweise treten auch kognitive Einschränkungen auf, welche die Selbständigkeit und die Bewältigung des Alltags erschweren. Andere Betroffene hingegen weisen eine durchschnittliche kognitive Leistungsfähigkeit auf und sind in der Regel gut in die Gesellschaft integriert. Die selbständige Bewältigung des Alltags (z. B. Essen und Trinken, Toilettenbenutzung, An- und Ausziehen) kann durch die eingeschränkte Grobmotorik erschwert sein, durch Training und beständiges Wiederholen einzelner gezielter Bewegungsabläufe können aber die bestehenden motorischen Fähigkeiten mitunter verfeinert werden, so dass häufig eine Bewältigung des Alltags (gegebenenfalls mit unterstützenden Hilfeleistungen) ermöglicht wird. Generell ist stets auf die Förderung der betroffenen Person zu achten, da die Ausbildung der Fähigkeiten (sei es in kognitiver, physischer oder psychischer Hinsicht) stark von Mensch zu Mensch variiert.

### Gangbild

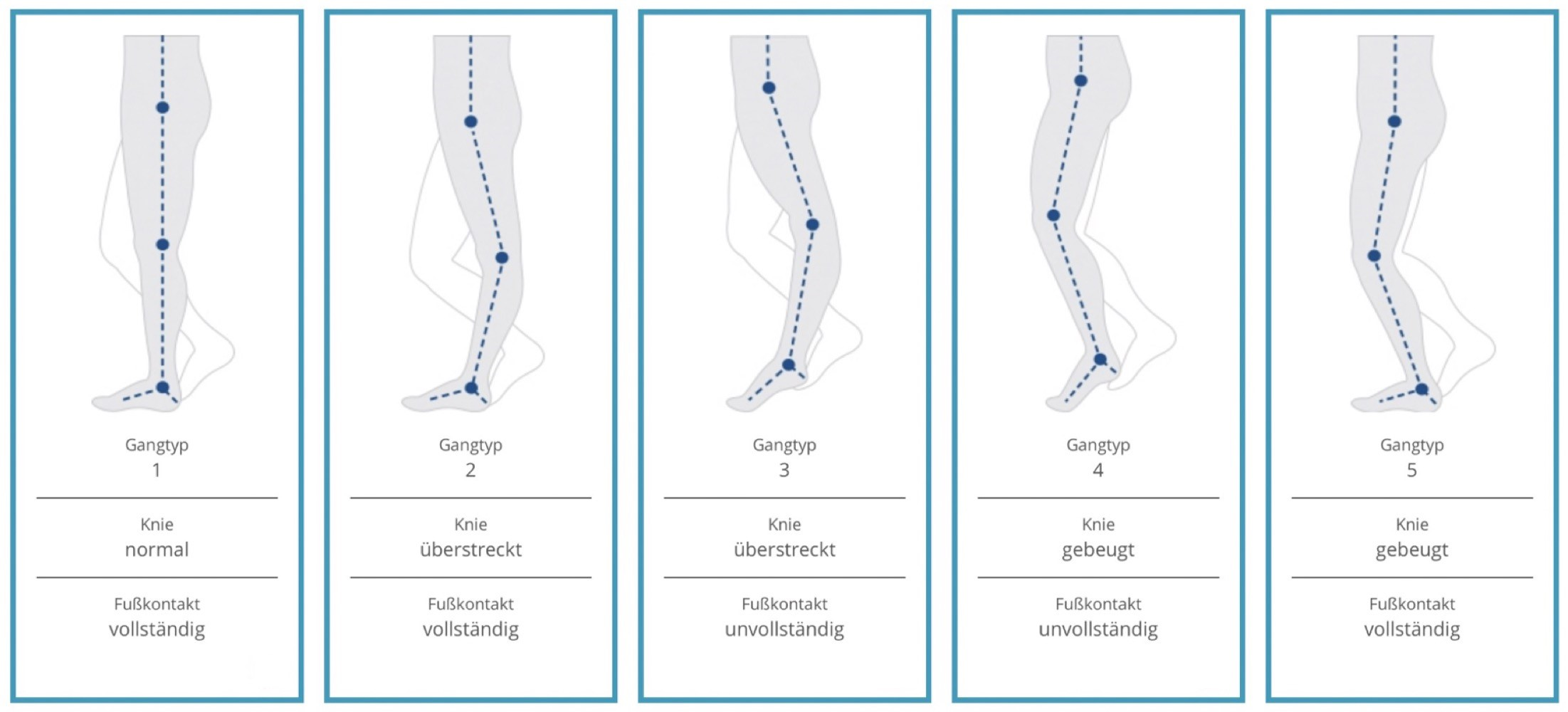
Die Amsterdam Gait Classification erleichtert die Beurteilung des Gangbildes bei CP-Patienten. Sie hilft dabei, die Kommunikation im interdisziplinären Team zwischen Betroffenen, Ärzten, Physiotherapeuten und Orthopädietechnik-Mechanikern zu erleichtern.

Bei Patienten mit spastischer Hemiplegie oder Diplegie lassen sich verschiedene Gangbilder beobachten, die in der genauen Ausprägung nur mithilfe von komplexen Ganganalysesystemen beschrieben werden können. Um bei Therapiebesprechungen eine fachübergreifende Kommunikation im interdisziplinären Team zwischen Betroffenen, Ärzten, Physiotherapeuten und Orthopädietechnik-Mechanikern zu erleichtern ist eine einfache Beschreibung des Gangbildes sinnvoll. J. Rodda und H. K. Graham haben bereits im Jahr 2001 beschrieben, wie sich Gangbilder von CP-Patienten leichter erkennen lassen und haben Gangtypen definiert, die sie in einer Klassifikation gegenübergestellt haben. Sie beschrieben auch, dass die Gangbilder mit zunehmendem Alter variieren können.
Darauf aufbauend wurde an der freien Universität in Amsterdam, dem VU medisch centrum, die Amsterdam Gait Classification entwickelt. Eine Besonderheit dieser Klassifikation ist, dass sie unterschiedliche Gangbilder sehr einfach erkennbar macht und bei CP-Patienten angewendet werden kann, bei denen sowohl nur ein Bein als auch beide Beine betroffen sind. Nach der Amsterdam Gait Classification werden fünf Gangtypen beschrieben. Zur Beurteilung des Gangbildes wird der Patient visuell oder über eine Videoaufzeichnung von der Seite des zu beurteilenden Beines betrachtet. Zu dem Zeitpunkt, an dem sich das zu betrachtende Bein in der mittleren Standphase (englisch Mid stance) befindet und das nicht zu betrachtende Bein in der mittleren Schwungphase (Mid swing), wird einerseits der Kniewinkel und zusätzlich der Kontakt des Fußes zum Boden beurteilt.
Klassifizierung des Gangbildes nach der Amsterdam Gait Classification: Beim Gangtyp 1 ist der Kniewinkel normal und der Fußkontakt vollständig. Beim Gangtyp 2 ist der Kniewinkel überstreckt und der Fußkontakt vollständig. Beim Gangtyp 3 ist der Kniewinkel überstreckt und der Fußkontakt unvollständig (nur auf dem Vorfuß). Beim Gangtyp 4 ist der Kniewinkel gebeugt und der Fußkontakt unvollständig (nur auf dem Vorfuß). Beim Gangtyp 5 ist der Kniewinkel gebeugt und der Fußkontakt vollständig.
Die Gangtypen 3 und 4 werden auch als Steppergang bezeichnet und der Gangtyp 5 wird auch Kauergang genannt.

### Mentalität und Psyche
Eine Studie aus dem Jahr 2019 weist darauf hin, dass Erwachsene mit Cerebralparese häufiger als andere Menschen mit Depressionen und Angstzuständen kämpfen und es treten häufig Anzeichen des Fatigue-Syndroms auf. Ebenso wie das Schmerzempfinden kann sich auch die Fatigue mit zunehmendem Alter erhöhen. Dabei wird mitunter kontrovers diskutiert, inwieweit dies auch Spätfolgen der frühkindlichen physiotherapeutischen Behandlungen sein können. Besonders die Physiotherapie nach Vojta steht hier im Zentrum der Kritik.

## Behandlung
Eine multidisziplinäre Therapie aus unterschiedlichen medizinischen und therapeutischen Bereichen steht im Mittelpunkt der Behandlung der infantilen Zerebralparese. Eine kausale, also die Erkrankung heilende Therapie ist auf Grund der schon eingetretenen und abgeschlossenen Hirnschädigung nicht möglich. Hierbei stehen unterstützende konservative Therapiemaßnahmen wie Physiotherapie, Ergotherapie, Logopädie, die durch spezielle medikamentöse Therapien und konservative orthopädische Kontrakturvorbeugung durch verschiedene Orthopädietechniken unterstützt werden, im Vordergrund der Behandlung. Bei einem fortschreitenden Verlauf, der Ausschöpfung aller konservativen Maßnahmen können operative Maßnahmen zum Einsatz kommen.

### Konservative Therapie
Die konservative Therapie umfasst ein großes Spektrum der Rehabilitationsmedizin.

#### Physiotherapie
In früheren Jahren zielte die krankengymnastische Behandlung von zerebralen Bewegungsstörungen vor allem darauf, durch das Anbahnen möglichst normaler Bewegungsabläufe die Entstehung sogenannter abnormer Bewegungs- und Ersatzmuster zu vermeiden. Ein weiteres Konzept, das zunehmend Beachtung findet, ist die Dynamische Bewegungsintervention (Dynamic Movement Intervention, DMI). Diese basiert auf den Leveln A, B und C und zielt darauf ab, motorische Fähigkeiten gezielt zu fördern. Die Therapie ist besonders wirksam, wenn sie so früh wie möglich begonnen wird, da Fortschritte bei zahlreichen Patienten beobachtet wurden.
Ein zentraler Ansatz von DMI ist die Nutzung der Prinzipien der Neuroplastizität, um neue neuronale Verbindungen zu fördern und das Gehirn in seiner Fähigkeit zu unterstützen, Bewegungsmuster zu reorganisieren und zu optimieren. Durch intensive und gezielte Therapien, die häufig und wiederholt durchgeführt werden, können Fortschritte in der motorischen Entwicklung erzielt werden. DMI integriert aktive Bewegungsübungen, die systematisch aufgebaut sind, um die motorische Entwicklung langfristig zu unterstützen und individuelle Fähigkeiten zu stärken.
Durch die Therapie sowohl nach dem Bobath- als auch nach dem Vojta-Konzept und dem Konzept der Propriozeptive neuromuskuläre Fazilitation (PNF) sollen möglichst normale Bewegungsabläufe im Gehirn gespeichert und zu eigenständigen Handlungsabläufen genutzt werden.
Nach aktuellem Kenntnisstand werden durch die krankengymnastischen Methoden motorische Lernprogramme vermittelt. Dies erfolgt am effektivsten durch aktives, wiederholtes Üben sinnvoller Aufgaben. Dementsprechend werden in die Behandlung zunehmend Methoden aus der Erwachsenenrehabilitation wie Laufbandtraining oder forciertes Training der betroffenen Seite bei Hemiparesen integriert.

#### Orthesen

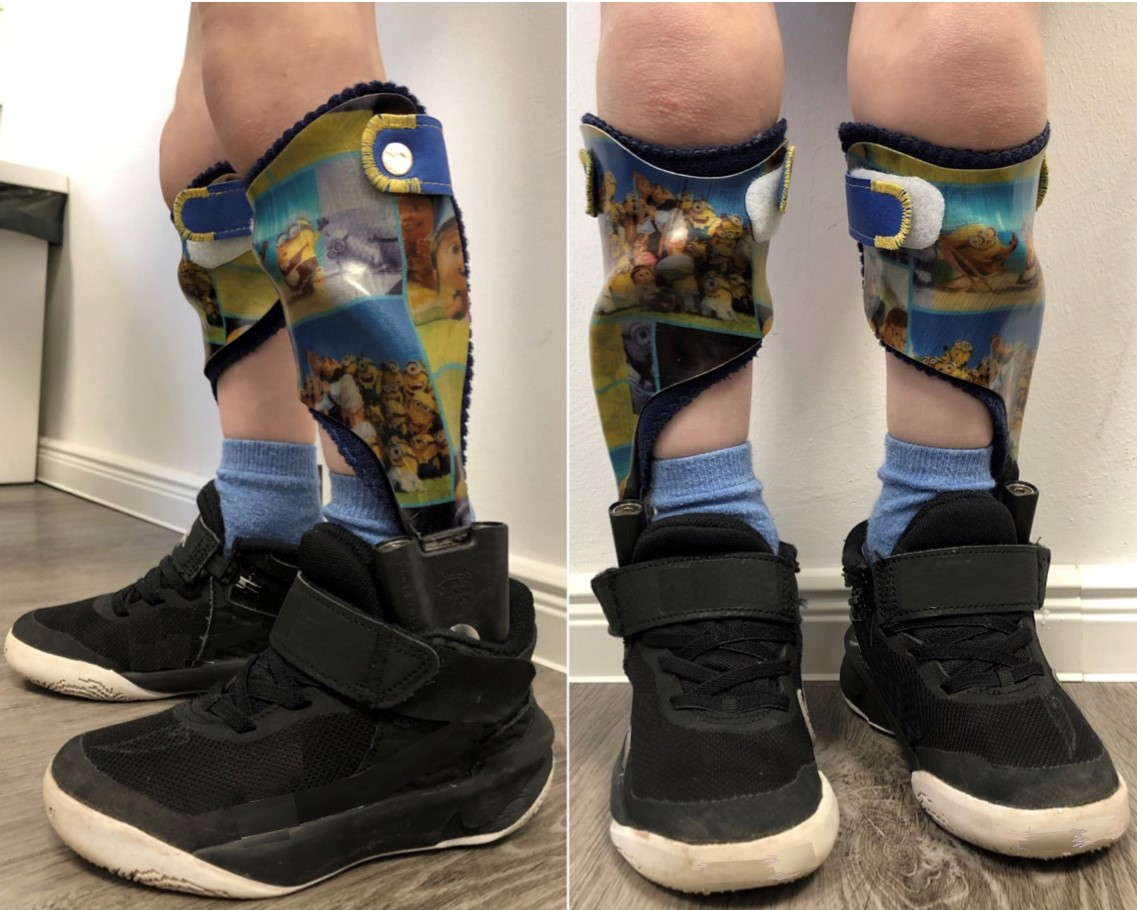
Kind mit Cerebralparese und Orthesen mit einstellbaren Funktionselementen zur Verbesserung der Sicherheit beim Stehen und Gehen.

Zur Verbesserung des Gangbildes können Orthesen in das Therapiekonzept einbezogen werden. Die Orthesenversorgung kann die physiotherapeutische Behandlung dabei unterstützen, die richtigen motorischen Impulse zu setzen, um neue cerebrale Verknüpfungen zu schaffen. Die Orthese muss den Anforderungen der ärztlichen Verordnung entsprechen. Außerdem muss sie vom Orthopädietechnik-Mechaniker so konstruiert werden, dass sie die zum Gangbild passenden erforderlichen Hebelwirkungen erzielt, um die propriozeptiven Ansätze der Physiotherapie zu unterstützen. Dabei spielt die Charakteristik der Steifigkeit der Orthesenschalen und die einstellbare Dynamik im Knöchelgelenk eine entscheidende Rolle. Die Entwicklung von Orthesen hat sich aufgrund dieser Anforderungen in den letzten Jahren, insbesondere seit ca. 2010 stark verändert. Ungefähr zeitgleich wurden Versorgungskonzepte entwickelt, die sich intensiv mit der orthetischen Versorgung der unteren Extremität bei Cerebralparese beschäftigen. Moderne Materialien und Funktionselemente ermöglichen die gezielte Anpassung der Steifigkeit an die Anforderungen, die sich aus dem Gangbild des CP-Patienten ergeben. Die Anpassung der Steifigkeit hat entscheidenden Einfluss auf die Beeinflussung des Gangbildes und auf den Energieeinsatz beim Gehen. Es ist von großem Vorteil, wenn die Steifigkeit der Orthese über Widerstände der beiden Funktionselemente in die beiden Bewegungsrichtungen Dorsalextension und Plantarflexion getrennt voneinander einstellbar sind.

#### Ergotherapie
Die Ergotherapie besteht vor allem in der Anleitung zur Selbsthilfe, in speziellen Arbeits- und Schreibhilfen sowie in einer gezielten Therapie für die meist schwer gestörte Sensomotorik der Hände.

#### Logopädie
Sowohl Schluckstörungen als auch Sprechstörungen können durch die gestörten Bewegungsabläufe eine logopädische Behandlung erforderlich machen. Im Rahmen der begleitenden allgemeinen Entwicklungsverzögerung wird auch eine Sprachentwicklungsverzögerung durch Sprachtherapie behandelt.

#### Konduktive Förderung nach Petö
Die Konduktive Förderung nach Petö versteht sich als komplexe pädagogische Förderung und wurde Ende 1940 von dem ungarischen Arzt András Petö entwickelt, um zerebral geschädigte Kinder in ihrer motorischen und psychologischen Entwicklung ganzheitlich zu fördern. Sie ist für Kinder und Erwachsene geeignet. Sie besteht aus krankengymnastischen, pädagogischen, ergotherapeutischen, psychologischen und logopädischen Elementen. Oberstes Ziel dabei ist, den Patienten soweit bewegungsfähig zu machen, dass er einmal ein selbständiges und unabhängiges Leben führen kann. In Deutschland hat der Gemeinsame Bundesausschuss in einer abschließenden Stellungnahme die Aufnahme in den erstattungsfähigen Teil des Hilfsmittelkatalogs abgelehnt, weil nicht nachgewiesen sei, dass Petö besser ist als das, was die Krankenkassen bereits bezahlen. Am 29. September 2009 hat das Bundessozialgericht der Komplexität der konduktiven Förderung Rechnung getragen und sie als Leistung der Eingliederungshilfe in die Zuständigkeit des Sozialhilfeträgers gelegt.

#### Medikamentöse Therapie
Verschiedene Medikamente sollen vor allem die erhöhte Spannung der spastisch gelähmten Muskulatur senken. Dazu gehören Benzodiazepine, Baclofen und Anticholinergika. Zur Behandlung der Spastik kann in die betroffenen Muskeln Botulinumtoxin (auch bekannt als „Botox“) lokal injiziert werden, was die Muskelspannung über einen Wirkungszeitraum von ca. drei Monaten senkt. Bei begleitenden psychischen Störungen und Unruhezuständen im Rahmen einer begleitenden geistigen Entwicklungsstörung werden verschiedene Psychopharmaka wie z. B. sedierende Neuroleptika eingesetzt.

#### Orthopädietechnik
Die Orthopädietechnik stellt zusätzlich zur Herstellung von Orthesen vor allem Hilfsmittel zur Kontrakturprophylaxe sowie Gelenkstabilisierung durch Funktionsschienen, Steh-, Geh-, Sitz- und Greifhilfen zur Verfügung. Die Anfertigung von passgenauen Korsetts soll zumindest einer Verschlimmerung einer sekundären Wirbelsäulenverkrümmung vorbeugen.

### Operative Therapie
Im Vordergrund der operativen Therapie steht die Korrektur und Prophylaxe von Kontrakturen und Deformitäten sowie die größtmögliche Herstellung des Muskelgleichgewichts zur weitergehenden Verhinderung pathologischer Bewegungsmuster. Es stehen hierfür verschiedene operative Techniken zur Verfügung: Ziel einer Sehnenverlängerung (Tenotomie), Muskeleinkerbung (Myotomie) sowie Muskelursprungsverlagerung ist die Beseitigung der Kontraktur unter Schonung der Spannung der Muskulatur. Weiterhin kommen eine Achillessehnenverlängerung und Hüftbeugekontraktur zur Anwendung. Eine Nervendurchtrennung (Neurotomie) dient der Behandlung schwerster spastischer Kontrakturen, insbesondere bei Gehunfähigkeit. Hierdurch wird eine spastische Parese unumkehrbar in eine schlaffe Lähmung umgewandelt. Eine Knochenumstellung (Osteotomie) kommt zum Einsatz, wenn bereits Deformitäten der Gelenke eingetreten sind und eine einfache Sehnenverlängerung keinen weiteren therapeutischen Nutzen bringt. Eine Gelenkversteifung (Arthrodese) führt zu permanenten Korrekturen im Bereich instabiler Gelenke.
Zur Reduktion der Spastik steht in schweren Fällen eine implantierte Medikamentenpumpe zur intrathekalen Applikation von Baclofen in den Liquorraum zur Verfügung. Die Wirkung entfaltet sich direkt am Rückenmark, wo die Spastik durch die Enthemmung der Moto-Neurone entsteht. Dies geschieht nach einem erfolgreichen Test einer Eingabe von Baclofen über eine Lumbalpunktion. Voraussetzung ist jedoch eine bestimmte Größe des Betroffenen. Eine langfristige Reduktion der Spastik und Prävention von Kontrakturen und Deformitäten ist operativ vielfach durch eine Selektive Dorsale Rhizotomie zu erreichen. Eine Nervendurchtrennung (Neurotomie) dient der Behandlung schwerster spastischer Kontrakturen, insbesondere bei Gehunfähigkeit. Hierdurch wird eine spastische Parese unumkehrbar in eine schlaffe Lähmung umgewandelt.

## Populärkultur
Der an einer leichten Form der infantilen Zerebralparese leidende Schauspieler RJ Mitte wurde durch seine Rolle als an ICP erkrankter Jugendlicher in der Fernsehserie Breaking Bad bekannt. In der Sitcom Speechless ist eine Familie, die mit der Erkrankung des ältesten Sohnes konfrontiert ist, Mittelpunkt. Hauptdarsteller Micah Fowler ist selbst von der Erkrankung betroffen. In der Serie Ein besonderes Leben hat der zentrale Charakter ebenfalls CP. In der australischen Produktion Latecomers sind beide Hauptdarsteller von CP betroffen und navigieren ihre persönliche und romantische Entwicklung.